# Santa Maria sopra Minerva

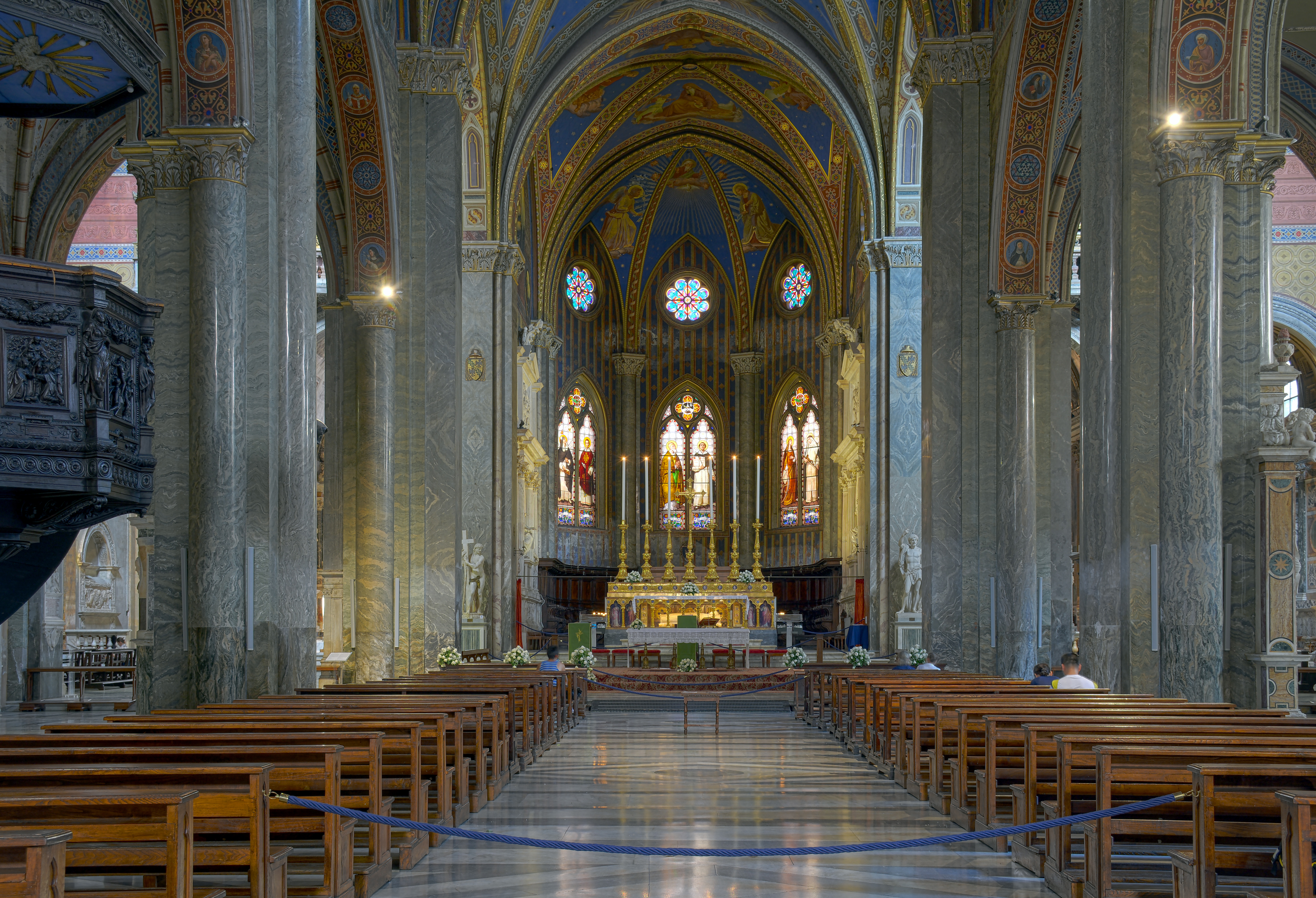
Interior de Santa Maria sopra Minerva

La Basílica de Santa Maria sopra Minerva és una basílica de Roma. L'església, situada a la zona del Camp de Mart, és considerada l'única església gòtica de Roma, i és la principal església a la ciutat dels dominics.
La basílica rep el seu nom de la tradició segons la qual, com moltes altres basíliques dels primers temps del cristianisme, està construïda sobre (sopra) un temple pagà dedicat a la deessa Minerva. Darrere la seva modesta façana, la seva volta està pintada de brillants nervis vermells, i blava amb estrelles daurades, una restauració del segle xix en gust gòtic.

## Història
Detalls del temple arruïnat de Minerva, construït per Gneu Pompeu Magne, prop de l'any 50 aC, al qual es feia referència com Delubrum Minervae es desconeixen. Un temple a Isis i un serapeu poden també trobar-se per sota l'actual basílica i els edificis del convent precedent, perquè el 1665 es va trobar un obelisc egipci, enterrat al jardí del claustre dominicà adjacent al temple. Hi ha d'altres restes romanes a la cripta. El temple en ruïnes és probable que durés fins al regnat del papa Zacaries (741-752), qui finalment va cristianitzar el lloc, oferint-lo a monjos orientals. L'estructura que ell va encarregar ha desaparegut. L'edifici actual deu la seva existència als frares dominics, els quals van rebre la propietat del papa Alexandre IV (1254-1261) i van fer de l'església i el monestir annex el seu quarter general abans d'establir-se a Santa Sabina. L'orde dels predicadors encara administra avui la zona.
Dos frares dominicans amb talent, Fra Sisto Fiorentino i Fra Ristoro da Campi, els qui havien treballat en l'església de Santa Maria Novella a Florència, van començar la present estructura el 1280, durant el pontificat del papa Nicolau III. Amb l'ajut de fons aportats per Bonifaci VIII, aquesta primera església gòtica a Roma va ser acabada l'any 1370. Va ser renovellada per Carlo Maderno i d'altres, donant-li una façana barroca, després restaurada al segle xix al seu actual estat neomedieval. Les portes són del segle xv.
Santa Caterina de Siena està enterrada aquí (excepte el seu cap, que és a l'església de San Domenico a Siena). Més enllà de la sagristia, la sala on ella va morir el 1380 va ser reconstruïda aquí pel Cardenal Antonio Barberini el 1637. Aquesta habitació és el primer interior trasplantat, i el predecessor dels museus dels segles XIX i xx sobre «habitacions d'època». Els frescs d'Antoniazzo Romano que decoraven les parets originals, tanmateix, avui s'han perdut.
El famós pintor del primer renaixement Fra Angelico va morir al convent annex, i també està enterrat aquí, el mateix que el papa Pau IV i els papes Mèdici, Lleó X i Climent VII. Abans de la construcció de San Giovanni dei Fiorentini, aquesta església de Minerva era l'església nacional dels florentins i, per tant, guarda nombroses tombes de prelats, nobles i ciutadans que provenien de la ciutat toscana. Curiosament, Diotisalvi Neroni, un refugiat que va intervenir en la trama contra Pere de Mèdici, està enterrat aquí el 1482, i va ser més tard acompanyat per altres membres de la família.
La sagristia va ser el local en el qual es van celebrar dos conclaves papals. El primer, al març de 1431, va escollir el papa Eugeni IV, el segon, el març de 1447, al papa Nicolau V.

## Principals obres d'art
- Tomba de Guillaume Durand, signada per Giovanni di Cosma (1296)
- Tomba de Beat Angelico, d'Isaia da Pisa (1455)
- Tomba de Francesco Tornabuoni (1480), una de les millors obres de Mino da Fiesole
- Anunciació (1485), d'Antoniazzo Romano
- Capella Carafa amb frescs (1488-1493) de Filippino Lippi
- Crist de la Minerva (1521) de Miquel Àngel
- Les tombes dels papes Lleó X († 1521) i Climent VII († 1534) d'Antonio da Sangallo el Jove
- Tomba de Pau IV de Pirro Ligorio (1559)
- Tomba d'Urbà VII († 1590)
- La capella Aldobrandini, de Carlo Maderno (1602), Giacomo della Porta i Girolamo Rainaldi
- Memorial a Maria Raggi, de Gian Lorenzo Bernini (1643)